# Timana
Timana é um município localizado no departamento de Huila, Colômbia.